# Paragia walkeri
Paragia walkeri är en stekelart som beskrevs av Edmund Meade-Waldo 1910.
Paragia walkeri ingår i släktet Paragia och familjen Masaridae. Inga underarter finns listade i Catalogue of Life.